# Theodor Körner (Rudertrainer)
Theodor Körner (* 24. März 1932; † 29. Oktober 2016) war ein deutscher Rudertrainer und -funktionär.

## Leben

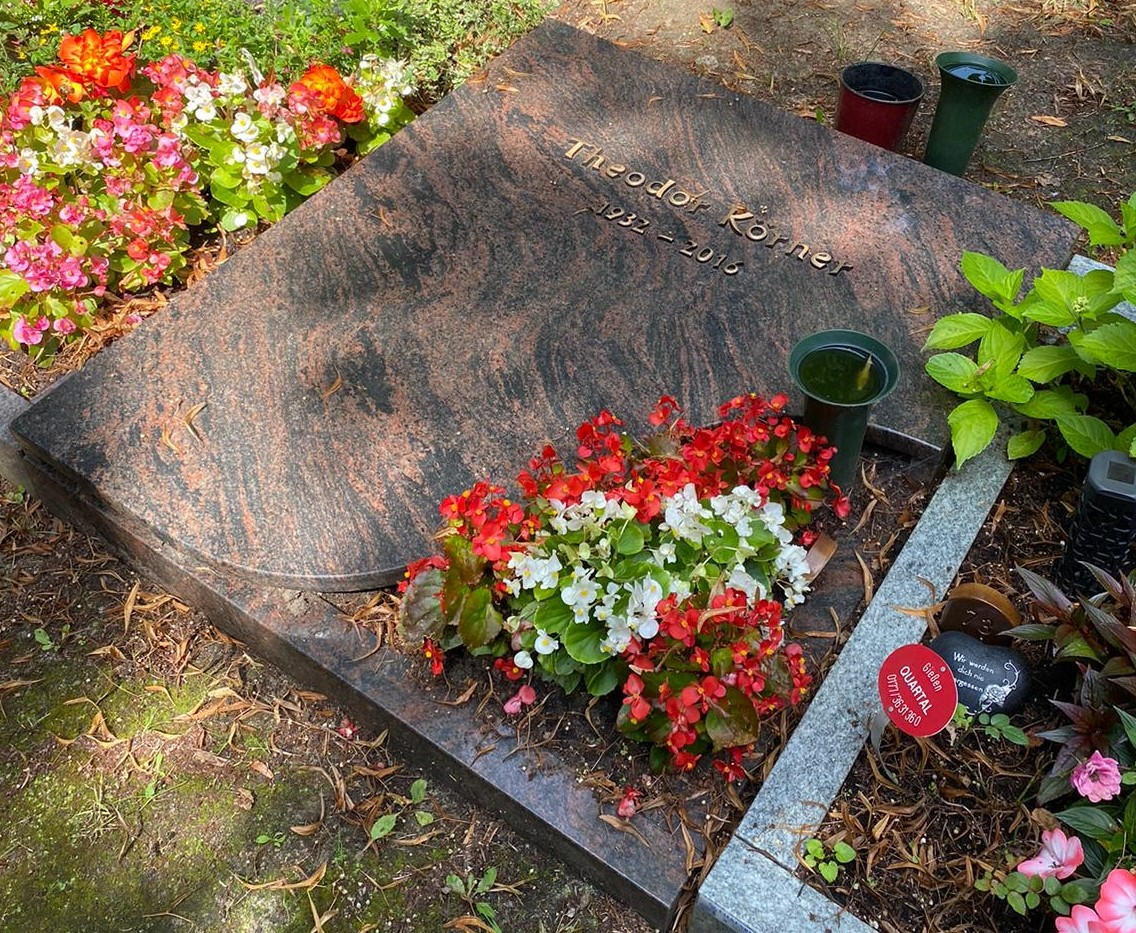
Grabstätte auf dem Friedhof Kaulsdorf

1953 wurde Körner im Leichtgewichtsachter Rudermeister der Deutschen Demokratischen Republik. Im selben Jahr wurde er Mitglied der SED.
1954 schloss er ein Studium an der Deutschen Hochschule für Körperkultur (DHfK) in Leipzig ab, das Thema seiner Diplomarbeit lautete „Das Geschicklichkeitsrudern als eine Grundstufe zur Entwicklung des Breitensportes im Rudern“. Von 1962 bis 1986 war er Verbandstrainer im Deutschen Rudersport-Verband (DRSV). Unter seiner Leitung gewannen die Rudersportler der Deutschen Demokratischen Republik 17 Goldmedaillen bei Olympischen Spielen, fünf Silber- und sechs Bronzemedaillen sowie 44 Welt- und zwölf Europameistertitel.
Körner war an der Berliner Humboldt-Universität Hochschullehrer für Körperkultur und ab 1971 Professor.
Auf internationaler Ebene war Körner von 1972 bis 1992 Mitglied des Weltruderverbandes FISA und von 1976 bis 1986 Vorsitzender des FISA-Leistungssportausschusses. Er wurde mit dem Guts-Muths-Preis sowie dem Nationalpreis der DDR ausgezeichnet. Von 1989 bis 1995 war Körner im Ausland, und zwar in Australien (als Berater) und Italien (als Technischer Direktor) tätig. Die italienische Mannschaft gewann in Körners Amtszeit eine Silber- und eine Bronzemedaille bei den Olympischen Sommerspielen 1992.
Körner veröffentlichte 1985 zusammen mit Peter Schwanitz das Werk „Rudern. Das Lehrbuch der Erfolgstrainer“.
In Zusammenarbeit mit dem Schweizer Sportmediziner Hans Howaldt entwickelte Körner das weltweit erste Anti-Doping-Programm eines internationalen Verbandes auf der Grundlage von Trainingskontrollen.
2008 ernannte ihn der Deutsche Ruderverband zum Ehrenmitglied.
Theodor Körner wurde auf dem Friedhof Kaulsdorf beigesetzt.